# Rhododendron monanthum
Rhododendron monanthum är en ljungväxtart som beskrevs av I. B. Balf. och W. W. Smith. Rhododendron monanthum ingår i släktet rododendron, och familjen ljungväxter. Inga underarter finns listade i Catalogue of Life.